# Tachicardia sinusale inappropriata
La tachicardia sinusale inappropriata (TSI) è una sindrome in cui la frequenza cardiaca sinusale è più elevata di quanto dovrebbe essere e sono presenti sintomi legati a tale tachicardia; la frequenza cardiaca a riposo può superare i 100 batt/min e un minimo sforzo fisico l'aumenta in maniera improvvisa e importante.
La frequenza cardiaca normale è compresa fra i 60 e 100 batt/min, mentre non esiste un valore specifico che definisca la TSI: in genere i pazienti presentano valori diurni superiori ai 100 bpm, con medie che si aggirano sui 90 batt/min e non correlate a situazioni fisiologiche di aumento della domanda

## Epidemiologia
Sono colpiti un alto numero di pazienti giovani e in particolare, le donne. Non è chiaro ciò che sta alla base della TSI, ma è certo che si presenta in modo improvviso e che ha una durata non prevedibile, infatti può durare alcune settimane o anche mesi, e poi cessare senza motivo apparente.
Gli studi condotti per studiare la sindrome non sono molti e spesso con un campione ridotto, sebbene vi siano evidenze che la prognosi a medio e lungo termine sia benigna.

## Patogenesi
Non si può tralasciare la funzione che svolge il nodo del seno nel mantenere in ritmo sinusale il nostro cuore, se si vuole risalire ai meccanismi responsabili della TSI. Il nodo del seno ha una struttura complessa e sottoposta al controllo del sistema nervoso autonomo, attraverso una numero notevole di correnti ioniche; le più note, quella del calcio e la corrente If,, sono le più direttamente coinvolte nel mantenimento del ritmo sinusale, anche se non sembrerebbero responsabili della TSI.
Attraverso un complicato meccanismo di regolazione del ritmo a partenza parasimpatica, si arriverebbe alla riduzione della corrente If attivando i recettori muscarinici M2 implicati nell'attivazione dei canali del calcio e del potassio, in tal caso la stimolazione simpatica, attivando la parte alta del nodo del seno, potrebbe portare ad un'iperstimolazione dei canali Ik e conseguente facilitazione nel mantenimento della TSI
L'eccesso di catecolamine o l'attivazione simpatica possono provocare la TSI, in quanto l'attivazione fasica parasimpatica, viene superata dall'attivazione tonica simpatica, come sosteneva Kimura già nel 1985. In realtà, vi sono altre ipotesi che considerando un problema intrinseco del nodo del seno o una disautonomia, potrebbero giustificare l'automantenersi della tachicardia (Low, 1998).

### Complicanze
Solo in rari casi sono state correlate forme di cardiomiopatia dilatativa secondarie alla tachicardia, più spesso si trattano di casi clinici isolati e talora in età pediatrica.

## Clinica
La diagnosi di TSI è una diagnosi per esclusione, infatti può essere fatta solo in presenza di una tachicardia sinusale prolungata e recidivante, non spiegabile in altro modo.

### Esami di laboratorio e strumentali
Test cardiovascolari come lo studio elettrofisiologico non sono utili, se non per escludere la presenza di una tachicardia da rientro o similari.
La normalità dell'onda P dell'elettrocardiogramma ci orienta sulla possibilità di TSI.

### Diagnosi differenziale
È fondamentale distinguere la TSI dalla cosiddetta «tachicardia sinusale appropriata» e dalla "Sindrome della tachicardia posturale ortostatica" o STPO, che raggruppa sintomi simili e sovrapponibili, fra cui cardiopalmo, astenia, vertigini e lipotimie, anche se ciò non è possibile con un semplice elettrocardiogramma, che mostra l'aumento della frequenza e l'origine pur sempre sinusale del ritmo.
La tachicardia sinusale è una condizione transitoria e reversibile: le frequenze raggiunte sono correlate alle cause come l'attività fisica, l'assunzione di caffeina, bevande alcoliche, ansia, etc., mentre nella TSI l'accelerazione della frequenza per sforzi minimi è eccessiva e il recupero della stessa è molto lento e non si riduce sino a livelli normali.
Prima di porre diagnosi di TSI debbono essere considerate altre cause di tachicardia sinusale appropriata, come quelle elencate di seguito:
| Farmaci, sostanze eccitanti, interventi                                                                                       | Condizioni cliniche |
| --- | --- |
| - Sospensione di beta-bloccanti - Anticolinergici - Catecolamine - Alcol - Caffè - Cocaina - Ablazione transcatetere della TS | - Anemia - Disidratazione - Febbre - Ansia - Attacchi di panico - Dolore - Infarto del miocardio - Embolia polmonare - Attività fisica - Pneumotorace - Pericardite - Ipertiroidismo - Iperglicemia |

Se la tachicardia appare gradualmente con le modificazioni della postura, potrebbe essere utile eseguire un tilt test per confermare la STPO, viceversa l'improvviso aumento della frequenza orienterà verso la TSI.
Molto spesso le due forme di tachicardia vengono confuse, anche perché i sintomi sono molto simili:
| Tachicardia sinusale inappropriata                                                                        | Sindrome della Tachicardia Posturale Ortostatica |
| --- | --- |
| Abnorme accelerazione del ritmo sinusale a riposo o per minimo sforzo, non spiegabile con situazioni note | Intolleranza alla stazione eretta, che si manifesta con i cambi di postura |
| La frequenza a riposo supera i 100 bpm, con medie di 90 bmp durante le 24 ore                             | Aumento di 30 bpm rispetto al basale, o frequenza di 120 bpm per almeno 10 minuti dopo il passaggio dalla posizione supina a quella eretta, senza registrazione di ipotensione ortostatica |
| Diagnosticabile per esclusione                                                                            | Diagnosticabile con il Tilt test |

Non esiste un vero protocollo per la diagnosi di questa tachicardia, ma è importante accertarsi della possibile presenza di cause note di scatenamento dei sintomi ed escluse queste, valutare con il paziente la possibilità e la necessità di trattamento.

## Trattamento
Il trattamento della TSI, alle conoscenze attuali, è piuttosto controverso, poiché la sola riduzione della frequenza non sempre elimina i sintomi.

### Trattamento farmacologico
Farmaci come i beta bloccanti sono stati spesso impiegati e talora confrontati con l'allenamento fisico: non vi sono state sostanziali differenze, se si eccettua la maggior ipotensione legata all'utilizzo del propranololo.
Un discorso a parte va fatto per l'ivabradina: numerosi studi hanno dimostrato il valore potenziale dell'antagonista della corrente If, in pazienti affetti da TSI. È stata documentata una riduzione significativa delle frequenze cardiache, senza alcuna influenza sulla pressione arteriosa, e una miglior resistenza allo sforzo. La buona tolleranza al farmaco e le risposte positive finora ottenute, ne consigliano l'utilizzo, seppure con un'indicazione attualmente ritenuta off label.

### Trattamento chirurgico
Negli ultimi anni, con maggiore frequenza che in passato, è stato proposto l'utilizzo di metodiche invasive quali l'ablazione transcatetere con radiofrequenza: gli studi condotti su un numero limitato di pazienti non hanno individuato alcun beneficio effettivo e duraturo, rispetto alla terapia conservativa. Si sono piuttosto evidenziate complicanze, che ne hanno ridimensionato le indicazioni.